# Éris
Pour les articles homonymes, voir Éris (homonymie).
Dans la mythologie grecque, Éris (en grec ancien Ἔρις / Éris) est la déesse de la Discorde.

## Mythe
Selon Hésiode, elle est fille de Nyx (la Nuit) et donne naissance seule, comme sa mère, à de nombreux enfants, tous méchants et malfaisants : Ponos (la Peine), Léthé (l'Oubli), Limos (la Faim), Phonoi et Makhai (les Meurtres et les Combats), Dysnomie et Até (l'Anomie et le Désastre), Algea (les Douleurs), Hysminai (les Mêlées), Androktasiai (les Tueries), Neikea (les Querelles), Amphillogiai (les Disputes), Pseudologoi (les Mensonges) et Horkos (le Serment) qui veille sans cesse sur les serments qu'il sanctionne, comme il punit sans pitié le parjure volontaire. Dans l'Iliade, elle est la sœur d'Arès, dieu de la Guerre ; elle l'accompagne dans ses combats et tient en main l'emblème de la guerre. Homère la décrit ainsi (IV, 440-443) :

« […] la Discorde infatigable,

Tout à la fois compagne et sœur de l'homicide Arès,

Qui d'abord se dresse timidement, mais qui bientôt

Touche du front le ciel et de ses pieds foule la terre. »

Elle peut sans doute être assimilée à Ényo, citée au chant V.
Cependant Éris représente aussi l'aspect positif de l'émulation : au chant XI de l'Iliade, Zeus l'envoie réveiller l'ardeur au combat des chefs grecs (XI, 3-14) ; c'est elle aussi qu'Héraclès choisit lorsqu'il rencontre deux femmes au début de ses exploits selon Hésiode.
Furieuse de ne pas avoir été invitée aux noces de Thétis et Pélée, elle y jette une pomme d'or portant l'inscription « Pour la plus belle » (Ἡ καλὴ λαϐέτω / Hê kalề labétô). Cette « pomme de discorde » se révèle fatale, puisque c'est elle qui provoque indirectement la guerre de Troie après le Jugement de Pâris qui a dû choisir entre Héra, Athéna et Aphrodite.

## Dans les arts et la culture

### Toponyme
Son nom a donné naissance au terme « éristique », l'art de la controverse.
Le personnage d'Éris a également été repris comme thème central du discordianisme, religion moderne humoristique apparue dans les années 1950 aux États-Unis.

### Filmographie

#### Cinéma
- Elle est l'ennemie des Chevaliers du Zodiaque dans Éris : La Légende de la pomme d′or.
- Elle vole le Livre de la Paix dans Sinbad : La Légende des sept mers, film d'animation des studios DreamWorks dont elle est la principale antagoniste.

#### Télévision
- Eris est une antagoniste mineure dans le dessin animé Classe des Titans, dans lequel elle est la fille d'Aphrodite et la petite-fille de Chronos. Grâce à un objet magique confié par son grand-père et une mélodie magique, elle répand la discorde partout où elle va.
- Elle apparait dans la série Billy et Mandy où elle crée régulièrement des catastrophes avec sa pomme.
- Les Grands Mythes épisode 1 La pomme de la discorde de la saison 2.

### Astronomie
- En 2006, le nom Éris fut accordé à la planète naine (136199) Éris, à cause de la controverse que sa découverte avait déclenchée au sujet de la définition du terme planète.

### Equipes régionales
- En 2003, le nom Éris fut accordé à un métier de l'Administration pénitentiaire[1].

### Jeu-vidéo
- Eris apparaît également dans le jeu vidéo Hades II[réf. nécessaire].

## Sources
1. ↑  https://www.justice.gouv.fr/actualites/actualite/equipes-regionales-dintervention-securite-ont-20-ans

- Antoninus Liberalis, Métamorphoses [détail des éditions] (XI).
- Pseudo-Apollodore, Bibliothèque [détail des éditions] [lire en ligne] (III, 2).
- Callimaque, Hymnes [détail des éditions] (lire en ligne).
- Coluthos, L'Enlèvement d'Hélène [détail des éditions] [lire en ligne] (v. 38).
- Ésope, Fables, DXXXIV.
- Hésiode, Théogonie [détail des éditions] [lire en ligne] (v. 211 et 225-226), Les Travaux et les Jours [détail des éditions] [lire en ligne] (v. 11, 90, 804), Bouclier d'Héraclès [détail des éditions] [lire en ligne] (v. 139).
- Homère, Iliade [détail des éditions] [lire en ligne] (IV, 440-443 ; V, 333 ; V, 518 ; V, 590 ; V, 740 ; XI, 3-14 ; XI, 73 ; XVIII, 535 ; XX, 48).
- Hygin, Fables [détail des éditions] [(la) lire en ligne] (Préface ; XCII).
- lyrique grecque II Alcman, Fragment 146[Où ?].
- lyrique grecque III Ibycos, Fragment 311[Où ?].
- Nonnos de Panopolis, Dionysiaques [détail des éditions] [lire en ligne] (II, 358 ; II, 475 ; V, 40 ; XX, 35 et suiv. ; XXXII, 175).
- Oppien de Corycos, Halieutiques [détail des éditions] (lire en ligne) (II, 654).
- Ovide, Métamorphoses [détail des éditions] [lire en ligne].
- Pausanias, Description de la Grèce [détail des éditions] [lire en ligne] (V, 19, 1).
- Quintus de Smyrne, Suite d'Homère [détail des éditions] [lire en ligne] (I, 158 ; I, 180 ; I, 305 ; V, 25 ; VI, 274 ; VIII, 186, VIII, 324, IX, 145 ; IX, 324 ; X, 51 ; XI, 7 ; XIII, 562).
- (en + grc) Souda (lire en ligne) (s.v. Ἔρις).
- Stace, Thébaïde [détail des éditions] [lire en ligne] (V, 65 ; VII, 64).
- Strabon, Géographie [détail des éditions] [lire en ligne].
- Tryphiodore, Prise de Troie [détail des éditions] (lire en ligne) (v. 560).
- Valerius Flaccus, Argonautiques [détail des éditions] [lire en ligne] (II, 200 ; VII, 468).
- Virgile, Énéide [détail des éditions] [lire en ligne] (VI, 280 ; VIII, 702).